# Adam Moralt
Johann Adam Carolus Moralt, gelegentl. auch Muralt oder Muralter, (* August 1748 in Mannheim; † 2. November 1811 in München) ist der Stammvater der Münchner Künstlerfamilie Moralt.

## Leben
Moralt war der Sohn des Hofmusikers Adam Moralt und wurde am 3. August 1748 getauft. Nach erstem künstlerischen Unterricht durch den Vater, begann er seine musikalische Karriere am Hof zu Mannheim und erreichte dort mit den Jahren die Stellung eines kurfürstlichen Hofkalkanten und wurde so zum Nachfolger seines Vaters.
Mit 22 Jahren heiratete Moralt am 9. Januar 1770 Maria Anna Cramer, eine Tochter des Flötisten und Hofmusikers Johann Jacob Cramer. Mit ihr hatte er acht Kinder, wovon die älteren fünf in Mannheim und Schwetzingen, die jüngeren in München geboren wurden. Durch diese Heirat wurde Moralt mit der Musikerfamilie Cramer in London verwandt.
Als die Mannheimer Hofkapelle 1778 mit „… den besseren und brauchbareren Subjecten …“ an den Hof nach München übersiedelte, war auch Moralt unter den Auserwählten. Seine Ehefrau Maria Anna scheint jedoch noch einige Monate in Mannheim geblieben zu sein, da sie dort 1779 noch ein Mädchen gebar. Die Haushaltsführung der Orchestermitglieder wechselte zwischen Mannheim und Schwetzingen, da die Hofkapelle im Winter in Mannheim und in den Sommermonaten im Schwetzinger Schloss aufzuspielen hatte. 
Mit 51 Jahren starb am 1. Oktober 1794 Maria Anna Moralt und hinterließ sieben Buben und eine Tochter. Das übliche Trauerhalbjahr war noch nicht ganz um, da heiratete Moralt zum zweiten Mal und wurde im Dom zu Unserer Lieben Frau am 15. Februar 1795 mit Maria Walburga Sacherbacher, der Tochter eines Schullehrers aus Feldmoching getraut. Zu Trauzeugen hatte er sich den bürgerlichen Kistlermeister Georg Gernet und den kurfürstlichen Hofpaukisten Joseph Kramer, den Bruder seiner ersten Frau, gebeten. Mit seiner zweiten Ehefrau hatte Moralt sechs Kinder, von denen eines bereits im Kindesalter starb. Als man 1811 in München Häuserlisten anlegte, vermerkte man „hat elf lebende Kinder, davon noch sieben unversorgt“. 
Der kurpfälzische Hof- und Staatskalender erwähnt unter den Mitgliedern des Hoforchesters den Hofkalkanten Adam Moralt, der seinen Dienst zusammen mit den beiden Kalkanten Johann Rebecke und Joachim Penkmayr verrichtete, ab 1789 nur mehr mit Penkmayr allein. Ein Auszug aus dem Personallisten der Hofbediensteten zeigt, dass Moralt ein jährliches Gehalt von 433 Gulden bezog und daneben aber noch einige andere Nebeneinnahmen hatte. So wurde ihm durch kurfürstliches Dekret vom 11. Hornung (Februar) 1779 die Lieferung der für die Hofmusik benötigten Saiten übertragen, wofür er jährlich 200 Gulden als Pauschale zuerkannt bekam, zahlbar in monatlichen Raten. Diese Saitenlieferung war es nun, die ihn zu einem Gesuch an den kurfürstlichen Hofmusik-Intendanten Graf Clemens August von Törring-Seefeld veranlasste.
Der kurfürstliche Hof- und Nationaltheater-Commissar war offenbar ein verständiger Mann und leitete Moralts Gesuch an den Kurfürsten mit der Empfehlung weiter, die Entschädigung des Kalkanten für die Saitenlieferung von monatlich 25 Gulden auf 50 Gulden zu erhöhen, da wie er schreibt, „nun dermalen wo wegen bekannter Umstände auf dem churfürstlichen Hoftheater nichts als Sing- und Tanzspiele vorgestellt werden können, der Verbrauch der Saiten ungleich stärker, als in gewöhnlichen Zeiten, und der Preis der Saiten, welche nur in Italien gut zu haben sind, auch merklich gestiegen ist“. Womit Herr Commissar Joseph Maria Babo die Tatsache umschrieben hat, dass ihm persönlich auch die Ballette, die für die französische Besatzung dauernd gegeben werden mussten, von der Seele her zuwider waren. Der Kurfürst aber war sparsam und gab das Gesuch zum genauen Bericht zurück, „um wie Viel sich der Saitenverbrauch gegen andere Jahre vermehrt habe, sohin selben (dem Moralt) Ersatz der zu lifern habenden Saiten zu leisten seyn möge“.
Aus dem Jahr 1806 ist eine Notiz erhalten, nach der die beiden Kalkanten alle vier Jahre einen neuen Mantel von der Hofmusik-Intendanz erhielten. Vermutlich handelte es sich dabei um königsblaue Uniformmäntel, wie ja auch die Hofmusiker im Dienst ihre Uniform trugen. Es müssen schöne und gute Mäntel gewesen sein, denn das Paar kostete immerhin 87 Gulden 36 Kreuzer, für damalige Zeit eine ganze Menge Geld. Um diese Zeit betrug das Gehalt des Kalkanten, wie aus dem Etat der Hofmusik-Intendanz hervorgeht, 480 Gulden im Jahr.
Am 2. November des Jahres 1811 abends gegen 9 Uhr starb Adam Moralt, nachdem er schon vor einem halben Jahr einen Schlagfluss erlitten hatte und auch die Bemühungen des Orff ihn nicht mehr retten konnten. Witwe Maria Walburga überlebte Adam Moralt um fast 15 Jahre. Am 19. Januar 1826 ist sie gestorben und am 22. Januar begraben worden.

## Familie
Moralt und seine Frau Maria Anna Kramer hatten mindestens acht Kinder:
- Joseph Moralt (1775–1855), Geiger
- Johann Baptist Moralt (1777–1825), Komponist
- Philipp Moralt (1780–1830), Violoncellist
- Jakob Moralt (1780–1820), Bratscher
- Clementine Moralt (1797–1845), Opernsängerin
- Carl Moralt (1800–1853), Kontrabassist
- Friedrich Moralt (1805–1869), Hornist
- Anton Moralt (1807–1862), Kontrabassist
- August Moralt (1811–1886), Violoncellist

Sein Schwiegersohn war der Opernsänger Julius Pellegrini (1806–1858), seine Schwiegertochter Sophia Corri (1775–1847) und sein Enkel der Geiger Alfred Pellegrini (1887–1962).